# Finn Pedersen (roer)
 For alternative betydninger, se Finn Pedersen. (Se også artikler, som begynder med Finn Pedersen)
Finn Pedersen f. Petersen (født 30. juli 1925 i Roskilde, død 14. januar 2012 i Roskilde) var en dansk roer, der deltog i to olympiske lege og vandt guld i London 1948 i toer med styrmand sammen med Tage Henriksen og styrmanden Carl-Ebbe Andersen.

## Rokarriere
Finn Pedersen roede for Roskilde Roklub, og han blev flere gange dansk mester. De to første mesterskaber opnåede han i 1947 og 1948 sammen med sine klubkammerater, Tage Henriksen og Carl-Ebbe Andersen. Denne besætning deltog også ved EM 1947, hvor det blev til bronze, og i OL i London. I det indledende heat ved OL blev båden nummer to og måtte i opsamlingsheat, som blev vundet sikkert. I semifinalen mod den franske båd vandt Pedersen og kammeraterne i et tæt opløb, og i finalen blev det en overlegen sejr til danskerne, der sejrede i tiden 8.00,5 minutter foran Italien med 8.12,2 minutter, mens Ungarn fik bronze med tiden 8.25,2 minutter.
Pedersen og Andersen vandt også DM i 1950 i toer med styrmand; på dette tidspunkt var Henriksen udskiftet med Kai Suhr. Senere gik han over til toer uden styrmand sammen med klubkammeraten Kjeld Østrøm. Parret vandt DM i 1953, 1954 og 1956. Derpå blev de udtaget til OL 1956 i Melbourne. Her opnåede Pedersen og Østrøm en andenplads i det indledende heat og kvalificerede sig dermed til semifinalen. Denne blev endestationen, idet det blev til en sidsteplads af fire både i heatet.

## Senere karriere
Senere blev Finn Pedersen formand for Roskilde Roklub, og i 1984 blev han æresmedlem af klubben.